# Vlag van Appingedam

Vlag van de voormalige gemeente Appingedam
(1964-2020)

Vlag van de voormalige gemeente Appingedam
(de facto, tot 1964)

De vlag van Appingedam werd bij raadsbesluit op 23 juli 1964 vastgesteld als de gemeentelijke vlag van Appingedam. Deze vlag bleef tot 1 januari 2021 de vlag van de gemeente, op die datum ging de gemeente op in de nieuwe gemeente Eemsdelta.

## Beschrijving
De beschrijving van de vlag was als volgt: 
Een vlag van vier horizontale banen, in de kleuren van boven naar beneden geel, groen, rood en blauw, in de verhouding van respectievelijk 4:1:1:4.

## Verklaring
De kleuren van de vlag waren ontleend aan het gemeentewapen volgens advies van de Hoge Raad van Adel. Er is geen verdere betekenis bekend.

## Voorgaande vlag
Sierksma vermeldde in 1962 een eerdere officieuze vlag:
Twee banen van gelijke hoogte van groen en wit
Hij verklaarde deze vlag uit de kleuren van het toenmalige gemeentewapen.

## Verwante afbeeldingen

Het wapen van Appingedam (1964-2020)
Het wapen van Appingedam (1819-1964)

Adorp 
· Aduard 
· Appingedam 
· Bedum 
· Beerta 
· Bellingwedde 
· Bierum 
· De Marne 
· Delfzijl 
· Eemsmond 
· Eenrum 
· Finsterwolde 
· Grootegast 
· Haren 
· Hefshuizen 
· Hoogezand 
· Hoogezand-Sappemeer 
· Hoogkerk 
· Kloosterburen 
· Leek 
· Leens 
· Loppersum 
· Marum 
· Menterwolde 
· Muntendam 
· Nieuwe Pekela 
· Nieuweschans 
· Oldekerk 
· Oosterbroek 
· Oude Pekela 
· Reiderland 
· Sappemeer 
· Scheemda 
· Slochteren 
· Stedum 
· Ten Boer 
· Termunten 
· Uithuizen 
· Uithuizermeeden 
· Ulrum 
· Vlagtwedde 
· Warffum 
· Wildervank 
· Winschoten 
· Winsum 
· Zuidhorn